# Nekrolog 1585
Nekrolog
◄◄
| ◄
| 1581
| 1582
| 1583
| 1584
| 1585 | 1586 | 1587 | 1588 | 1589 | ► | ►►
Weitere Ereignisse | Allgemeiner Nekrolog 1585
Die Beschreibung der verstorbenen Person sollte so kurz wie möglich gehalten sein und nur deren signifikante Tätigkeit(en) enthalten.
Neue Namen ggf. auch unter dem Geburts- und Sterbedatum, also etwa unter 1. Januar und im Geburts- und Sterbejahr (2024) eintragen (nur bei entsprechender großer Wichtigkeit). Für Beispiele siehe die schon vorhandenen Artikel.
Außerdem über die fünf zuletzt Verstorbenen, zu denen es einen ausreichend guten Artikel für eine Präsentation auf der Hauptseite gibt, nach der todesbedingten Überarbeitung der Artikel ggf. auch unter Wikipedia Diskussion:Hauptseite informieren und sie am besten auch in den anderen Wikipedia-Sprachversionen eintragen. Tipp: Regelmäßig bei news.google.de nach „ist tot“, „gestorben“ oder „verstorben“ suchen.
Wenn eine Person gestorben ist, gibt es viele Seiten zu dieser Person in der Wikipedia, die davon auch betroffen sind und entsprechend aktualisiert werden müssen. Beispiele: Namenübersichtsseite, Geburtsjahr, Geburtsort-Seiten und viele mehr.
Wie finde ich die betroffenen Seiten?
Im Suchfeld auf der linken Seite gibt man den Suchbegriff so ein: „Vorname Nachname“. Dann klickt man auf Volltext und alle Seiten mit entsprechendem Suchtext werden aufgerufen. Hier sieht man dann schnell, wo auch das Todesjahr Sinn macht oder sogar ein Teil des Artikels angepasst werden muss. Auch hilft das „Werkzeug“ auf der linken Seite sehr gut, um solche Seiten aufzufinden: „Links auf diese Seite“. Somit ist die Wikipedia wieder aktuell in allen Bereichen! Hinweis: bei Eintragung der Kategorie „Gestorben JAHR“ wird der Missbrauchsfilter 49 ausgelöst, was jedoch nicht schlimm ist. Siehe: Spezial:Missbrauchsfilter/49
Dies ist eine Liste von im Jahr 1585 verstorbenen bekannten Persönlichkeiten. Die Einträge erfolgen innerhalb der einzelnen Daten alphabetisch sortiert. Tiere sind im Nekrolog für Tiere zu finden.

## Januar
| Tag        | Name                               | Beruf, bekannt als                                   | Alter | Beleg |
| ---------- | ---------------------------------- | ---------------------------------------------------- | ----- | ----- |
| 6. Januar  | Eleonore von Hanau-Lichtenberg     | Tochter des Grafen Philipp IV. (Hanau-Lichtenberg)   | 40    |       |
| 7. Januar  | Sigismondo Saraceno                | italienischer römisch-katholischer Geistlicher       |       |       |
| 16. Januar | Edward Clinton, 1. Earl of Lincoln | englischer Admiral unter Edward VI. und Elisabeth I. |       |       |
| 22. Januar | Johann Lonaeus van den Bosch       | Mediziner; Rhetorikprofessor                         |       |       |
| 28. Januar | Vicino Orsini                      | italienischer Adliger, Offizier und Philosoph        | 61    |       |

## Februar
| Tag         | Name               | Beruf, bekannt als                       | Alter | Beleg |
| ----------- | ------------------ | ---------------------------------------- | ----- | ----- |
| 6. Februar  | Wolfgang Meurer    | deutscher Mediziner und Pädagoge         | 71    |       |
| 13. Februar | Alfonso Salmerón   | spanischer Jesuit, Prediger und Theologe | 69    |       |
| 28. Februar | Samuel Eisenmenger | deutscher Mediziner und Astrologe        | 50    |       |

## März
| Tag      | Name                  | Beruf, bekannt als                                                   | Alter | Beleg |
| -------- | --------------------- | -------------------------------------------------------------------- | ----- | ----- |
| 10. März | Rembert Dodoens       | flämischer Botaniker und Arzt                                        |       |       |
| 11. März | Jean-François Salvard | französischer evangelischer Geistlicher                              |       |       |
| 16. März | Kilian Vogler         | deutscher Philosoph, Jurist, Hofgerichtsassessor und Hochschullehrer | 69    |       |
| 23. März | Jacob Palaeologus     | Dominikaner, Unitarier und Diplomat                                  |       |       |
| 25. März | Reiner von Bocholtz   | Fürstabt von Corvey                                                  |       |       |
| 29. März | Johann Brokes         | Admiral; Bürgermeister von Lübeck                                    |       |       |

## April
| Tag       | Name                           | Beruf, bekannt als           | Alter | Beleg |
| --------- | ------------------------------ | ---------------------------- | ----- | ----- |
| 2. April  | Andreas Poach                  | deutscher Reformator         |       |       |
| 10. April | Gregor XIII.                   | Papst (1572–1585)            | 83    |       |
| 22. April | Heinrich von Sachsen-Lauenburg | Fürstbischof von Paderborn   | 34    |       |
| April     | Christoph Stathmion            | deutscher Arzt und Astrologe |       |       |

## Mai
| Tag     | Name                         | Beruf, bekannt als                                     | Alter | Beleg |
| ------- | ---------------------------- | ------------------------------------------------------ | ----- | ----- |
| 1. Mai  | Niccolò Caetani di Sermoneta | italienischer Erzbischof und Kardinal                  | 59    |       |
| 2. Mai  | Friedrich Widebrand          | deutscher lutherischer Theologe                        | 52    |       |
| 8. Mai  | Paulus Gmainer               | Benediktiner und Abt der Abtei Niederaltaich           |       |       |
| 23. Mai | Martin von Gerstmann         | Bischof von Breslau; Oberlandeshauptmann von Schlesien | 58    |       |
| 23. Mai | Günther                      | Graf von Waldeck-Wildungen                             | 27    |       |
| Mai     | Georg Labenwolf              | deutscher Erzgießer                                    |       |       |

## Juni
| Tag      | Name                        | Beruf, bekannt als                                                          | Alter | Beleg |
| -------- | --------------------------- | --------------------------------------------------------------------------- | ----- | ----- |
| 3. Juni  | Robert Lougher              | englischer Politiker und Jurist                                             |       |       |
| 4. Juni  | Marcus Antonius Muretus     | französischer Humanist                                                      | 59    |       |
| 12. Juni | Johann Theobald von Stadion | Domherr in mehreren Bistümern, Domdekan in Mainz                            |       |       |
| 13. Juni | Juanelo Turriano            | italienischer Uhrmacher, Mechaniker und Automatenbauer                      |       |       |
| 19. Juni | Francisco de Holanda        | portugiesischer Maler, Architekt, Antiquar, Historiker und Kunsttheoretiker | 67    |       |
| 22. Juni | Simon Sulzer                | reformierter Theologe und Reformator                                        | 76    |       |
| 27. Juni | Bartholomäus Schönborn      | deutscher Mathematiker, Astronom, Philologe, Physiker und Mediziner         | 55    |       |
| Juni     | Andreas Georg von Murach    | Landmarschall der Oberpfalz                                                 |       |       |

## Juli
| Tag      | Name                                | Beruf, bekannt als                                                 | Alter | Beleg |
| -------- | ----------------------------------- | ------------------------------------------------------------------ | ----- | ----- |
| 5. Juli  | Hermann von Kerssenbrock            | langjähriger Rektor des Gymnasiums Paulinum in Münster (Westfalen) |       |       |
| 7. Juli  | Peter Agricola                      | deutscher Staatsmann und Humanist                                  | 60    |       |
| 10. Juli | Georges d’Armagnac                  | französischer Kardinal                                             |       |       |
| 10. Juli | Anna Witthovedes                    | Opfer der Hexenprozesse in Soest                                   |       |       |
| 11. Juli | Gui de Daillon                      | Gouverneur de Poitou                                               |       |       |
| 16. Juli | Bartholomäus Schobinger             | Schweizer Kaufmann und Alchemist                                   | 85    |       |
| 17. Juli | Balthasar Menz der Ältere           | evangelischer Theologe                                             |       |       |
| 18. Juli | Alessandro Riario                   | italienischer Kardinal der römisch-katholischen Kirche             | 41    |       |
| 27. Juli | Ichijō Kanesada                     | Familienoberhaupt der Tosa-Ichijō                                  |       |       |
| 28. Juli | Francis Russell, 2. Earl of Bedford | englischer Peer und Politiker                                      |       |       |
| 30. Juli | Nicolò da Ponte                     | Doge von Venedig (1578–1585)                                       | 94    |       |

## August
| Tag        | Name                   | Beruf, bekannt als                                                         | Alter | Beleg |
| ---------- | ---------------------- | -------------------------------------------------------------------------- | ----- | ----- |
| 1. August  | Heinrich Borcholt      | Kanzler von Verden                                                         |       |       |
| 3. August  | Wilhelm von Schencking | deutscher römisch-katholischer Bischof                                     |       |       |
| 3. August  | Ottmar Stab            | Reformator von Sinsheim, kurpfälzischer Hofprediger und Pfarrer in Kempten |       |       |
| 4. August  | Hieronymus Frey        | Schweizer Benediktinermönch, Abt des Klosters Muri                         |       |       |
| 6. August  | Jermak Timofejewitsch  | russischer Entdecker, Eroberer Sibiriens                                   |       |       |
| 10. August | Andreas Freyhub        | deutscher lutherischer Theologe                                            |       |       |
| 13. August | Lucas Schickhardt      | württembergischer Kunstschreiner                                           | 73    |       |
| 15. August | Edward Mansel          | walisischer Adliger und Politiker                                          |       |       |
| 28. August | Paulus Weidner         | jüdischer Konvertit, Arzt und Rektor der Universität Wien                  |       |       |
| 30. August | Andrea Gabrieli        | italienischer Organist und Komponist                                       | 52    |       |

## September
| Tag          | Name          | Beruf, bekannt als  | Alter | Beleg |
| ------------ | ------------- | ------------------- | ----- | ----- |
| 6. September | Luca Cambiaso | italienischer Maler | 57    |       |

## Oktober
| Tag         | Name                        | Beruf, bekannt als             | Alter | Beleg |
| ----------- | --------------------------- | ------------------------------ | ----- | ----- |
| 1. Oktober  | Anna von Dänemark           | Kurfürstin von Sachsen         | 52    |       |
| 6. Oktober  | Guglielmo Sirleto           | Kardinal                       |       |       |
| 7. Oktober  | Siegfried Hettenus          | Abt des Klosters Schlüchtern   |       |       |
| 13. Oktober | Michael Scrinius            | deutscher Logiker und Chronist |       |       |
| 17. Oktober | Hans Schickhardt            | württembergischer Maler        | 73    |       |
| 19. Oktober | Johann Crato von Krafftheim | deutscher Arzt                 | 65    |       |

## November
| Tag          | Name                          | Beruf, bekannt als                                           | Alter | Beleg |
| ------------ | ----------------------------- | ------------------------------------------------------------ | ----- | ----- |
| 2. November  | Johann Trauterbuhl            | deutscher Rechtswissenschaftler und Politiker                | 64    |       |
| 5. November  | Pontus De la Gardie           | schwedischer Heerführer und Gouverneur von Livland           |       |       |
| 12. November | Clement Imlin                 | Bürgermeister der Stadt Heilbronn                            |       |       |
| 13. November | Laurentius Lindemann          | Rechtswissenschaftler und sächsischer Staatsmann             | 65    |       |
| 13. November | Paolo Giordano I. Orsini      | Herzog von Bracciano                                         |       |       |
| 14. November | Caspar Schliederer von Lachen | adeliger Domherr, später Kartäuserprovinzial                 |       |       |
| 21. November | Josua Opitz                   | deutscher lutherischer (flacianischer) Theologe und Pädagoge |       |       |
| 23. November | Thomas Tallis                 | englischer Komponist                                         |       |       |
| 27. November | Ambrosius Lobwasser           | deutscher Schriftsteller und Übersetzer                      | 70    |       |
| 28. November | Hernando Franco               | mexikanischer Komponist spanischer Herkunft                  |       |       |
| 28. November | Johannes Lencker              | deutscher Goldschmied und Grafiker                           |       |       |

## Dezember
| Tag          | Name                  | Beruf, bekannt als                                          | Alter | Beleg |
| ------------ | --------------------- | ----------------------------------------------------------- | ----- | ----- |
| 8. Dezember  | Piero Vettori         | italienischer Humanist und Philosoph                        |       |       |
| 13. Dezember | Luigi Groto           | italienischer Dichter                                       | 44    |       |
| 19. Dezember | Wenzel Jamnitzer      | deutscher Goldschmied, Kupferstecher und Stempelschneider   |       |       |
| 23. Dezember | Christoph Herdesianus | deutscher Jurist und evangelischer Theologe                 |       |       |
| 24. Dezember | Franz von Königsmarck | deutscher Scholaster am Domstift St. Mauritius in Magdeburg |       |       |
| 27. Dezember | Pierre de Ronsard     | französischer Schriftsteller                                | 61    |       |

## Datum unbekannt
| Tag | Name                                    | Beruf, bekannt als                                           | Alter | Beleg |
| --- | --------------------------------------- | ------------------------------------------------------------ | ----- | ----- |
|     | Bartolomé Blumenthal                    | vermutlich der erste Deutsche in Chile                       |       |       |
|     | Peter von Boetticher                    | deutscher Reformator, Kanzler und Domherr                    |       |       |
|     | Damasus Dürr                            | Siebenbürger Sachse und evangelischer Pfarrer                |       |       |
|     | Arnaud Du Ferrier                       | französischer Jurist und Diplomat                            |       |       |
|     | Isaak Elchanan                          | Vorfahre der Rothschildfamilie                               |       |       |
|     | Christoph Froschauer der Jüngere        | Schweizer Drucker, Verleger und Buchhändler                  |       |       |
|     | Heinrich Castritius Geldorp             | niederländisch-deutscher Theologe und Humanist               |       |       |
|     | Deodato Guinaccia                       | italienischer Maler                                          |       |       |
|     | Nguyễn Bỉnh Khiêm                       | vietnamesischer Gelehrter und Dichter                        |       |       |
|     | Bartolomé de Medina                     | spanischer Kaufmann und Metallurge                           |       |       |
|     | Johann Bechtolt Meslang                 | Glockengießer des 16. Jahrhunderts in Heilbronn              |       |       |
|     | Johannes Molanus                        | deutscher römisch-katholischer Theologe                      |       |       |
|     | Anna von Palandt                        | niederrheinische Adlige, Mit-Erbauerin von Schloss Horst     |       |       |
|     | Caspar de Robles                        | Statthalter von Friesland, Groningen, Drenthe und Overijssel |       |       |
|     | Johann von Scheidt genannt Weschpfennig | bergischer Schützenmeister und Amtmann von Porz              |       |       |
|     | Giulio Superchio                        | katholischer Bischof                                         |       |       |
|     | Taqi ad-Din                             | osmanischer Universalgelehrter und Erfinder                  |       |       |
|     | Moses ben Joseph di Trani               | Talmudgelehrter                                              |       |       |
|     | Jorge Ferreira de Vasconcellos          | portugiesischer Dramatiker und Romanschreiber                |       |       |